# Patryk Wolański
Patryk Wolański (Tuchów, 1991. augusztus 15. –) lengyel labdarúgó, jelenleg az MKS Kutno kapusa.

## Pályafutása

### Klubcsapatokban
Az Unia Tarnów együttes juniorcsapatában játszott, majd az SMS Łódźhoz került. 2010 telén az Włókniarz Konstantynów Łódzkihoz igazolt. Wolanski a profi ligában, az Ekstraklasában a Widzew Łódź csapatában kezdte a pályafutását, ahol tizenhatszor lépett pályára. Ezt követően a  FC Midtjylland, a Vejle Boldklub, az AC Horsens, majd ismét a Widzew Łódź játékosa volt. 2020. október 22-én csatlakozott a Sokół Lutomierskhez, ahol a 2020–21-es szezon őszi fordulóiban játszott. 2020. október 22-től a III. ligában szereplő KS Kutno játékosaként a tavaszi idényben lépett pályára.